# Intensitätsmaß
Als Intensitätsmaß bezeichnet man in der Mathematik ein Maß, das einem zufälligen Maß zugeordnet wird. Das Intensitätsmaß entspricht dabei dem Erwartungswert des zufälligen Maßes und gibt somit an, welches Volumen das zufällige Maß im Schnitt einer gewissen Menge zuordnet. Das Intensitätsmaß enthält somit wichtige Informationen über das zufällige Maß. So sind beispielsweise Poisson-Prozesse durch die Angabe ihres Intensitätsmaßes bereits eindeutig bestimmt.

## Definition
Gegeben sei ein zufälliges Maß {\displaystyle X} auf dem Messraum {\displaystyle (S,{\mathcal {A}})}. Das bedeutet, dass {\displaystyle X} fast sicher lokal endliche Maße auf {\displaystyle (S,{\mathcal {A}})} als Werte annimmt.
Dann heißt das Maß {\displaystyle \operatorname {E} X} auf {\displaystyle (S,{\mathcal {A}})}, das durch
{\displaystyle \operatorname {E} X\colon \left\{{\begin{aligned}{\mathcal {A}}&\to [0,\infty ]\\A&\mapsto \operatorname {E} [X(A)]\end{aligned}}\right.}
gegeben ist, das Intensitätsmaß von {\displaystyle X}. Hierbei ist zu unterscheiden zwischen der Bezeichnung des Intensitätsmaßes als {\displaystyle \operatorname {E} X} und der Bildung des Erwartungswertes einer Zufallsvariable {\displaystyle Y} durch {\displaystyle \operatorname {E} [Y]}.

## Beispiele
Bei einem Binomial-Prozess {\displaystyle X} gegeben durch {\displaystyle n} und eine Verteilung {\displaystyle \nu } gilt per Konstruktion {\displaystyle X(A)\sim \operatorname {Bin} _{n,\nu (A)}}. Mit den elementaren Eigenschaften der Binomialverteilung folgt dann direkt
{\displaystyle \operatorname {E} X(A)=\operatorname {E} [X(A)]=n\nu (A)}.
Also ist das Intensitätsmaß eines Binomialprozesses gegeben durch
{\displaystyle \operatorname {E} X=n\nu }.

## Eigenschaften
Das Intensitätsmaß {\displaystyle \operatorname {E} X} ist stets s-finit und erfüllt
{\displaystyle \operatorname {E} \left[\int f(x)X(\mathrm {d} x)\right]=\int f(x)\operatorname {E} X(dx)}
für jede positive messbare Funktion auf {\displaystyle (S,{\mathcal {A}})}.